# Sun Store
Pour les articles homonymes, voir Sun.
Sun Store est la première chaîne de pharmacies en Suisse.

## Histoire
Sun Store a été créée en 1972 à Sion (Valais) par Marcel Séverin. Elle est détenue par Galenica depuis 2009 et gérée par GaleniCare. En 2015, la chaine adhère à la convention de rémunération basée sur les prestations,. L'année suivante, GaleniCare Management déplace son siège social de Saint-Sulpice à Berne ce qui amène des protestations de salariés.

## Réseau
En 2022, Sun Store est composé de plus de près de 90 succursales. 80 d'entre elles se trouvent en Suisse romande et 6 au Tessin.